# Carlos Enrique Marín
Carlos Enrique Marín (La Guaira, 2 de junio de 1950) es un exfutbolista venezolano, que durante su carrera jugaba como defensa lateral y tenía el sobrenombre Chiquichagua.

## Carrera

### Clubes
Pese a que su primer contacto con el deporte fue con el béisbol, Marín se convirtió en aficionado al fútbol al ser persuadido por Freddy Elie.
Su primer club profesional fue el Deportivo Italia, al cual entró a jugar en 1968 como defensa. Permanecería seis años en las filas del equipo, con el que se tituló campeón de la Copa Venezuela en 1970 y de la Primera División en 1972. 
Jugó como defensa del Deportivo Italia en el famoso Pequeño Maracanazo de 1971, contribuyendo a derrotar en el Maracaná al equipo campeón de Brasil.
Para la temporada 1975 fue fichado por el Portuguesa, con los que ganó la Copa Venezuela en 1976 y 1977. Fue transferido al Deportivo Táchira para la [Primera División de Venezuela 1980|temporada 1980]] de la Primera División. Con este club terminaría su carrera futbolística luego de tres temporadas, en el año de 1983.

### Selección nacional
Marín debutó en la selección venezolana de fútbol en 1969, durante un partido válido para las clasificatorias sudamericanas para la Copa Mundial de 1970 frente a Paraguay. Fue titular en los siguientes compromisos del combinado nacional en las competiciones de los años 1970, salvo la Copa América 1975. Marcó su único gol para la «Vinotinto» en el partido inaugural de las clasificatorias sudamericanas para la Copa Mundial de 1978, en el minuto 83 frente a Uruguay.
Estuvo ausente de la selección por tres años, volviendo a ser regular en 1980. Jugó su último partido con la selección nacional en 1981, durante un partido válido para las clasificatorias a la Copa Mundial de 1982 contra Bolivia.

### Campeonatos nacionales
| Título                        | Club             | País      | Año  |
| ----------------------------- | ---------------- | --------- | ---- |
| Copa Venezuela                | Deportivo Italia | Venezuela | 1970 |
| Primera División de Venezuela | Deportivo Italia | Venezuela | 1972 |
| Copa Venezuela                | Portuguesa       | Venezuela | 1976 |
| Copa Venezuela                | Portuguesa       | Venezuela | 1977 |